# زورقي الفقار
زورقي الفقار (الاسم العلمي:†Cymbospondylus) هو جنس منقرض من الإكصوريات القاعدية المبكرة ينتمي لفصيلة زورقيات الفقار وبعنقد أنه عاش بين فترتي الثلاثي الأوسط والثلاثي المتأخر (240-210 مليون سنة). في السابق، تم تصنيفه بالسابق على أساس أنه جنس من الشاستاصورات لكل البحوث الأكثر حداثة وجدت أنه أكثر قاعدية.